# Elixir (system rozliczeń międzybankowych)
Elixir – elektroniczny system rozliczeń międzybankowych w złotych. Opracowany i obsługiwany przez KIR. Od 1994 r. umożliwia realizację przelewów, poleceń zapłaty oraz czeków. Kluczowy dla funkcjonowania polskiego sektora bankowego, posiadający status systemowo ważnego systemu płatności (ang. Systemically Important Payment System). W dni robocze w systemie Elixir odbywają się trzy sesje rozliczeniowe, co pozwala na przekazywanie środków pomiędzy rachunkami w różnych bankach w ciągu kilku godzin. Statystyki systemu Elixir cyklicznie prezentuje Narodowy Bank Polski.
Komunikaty płatnicze obsługiwane przez system Elixir:
- polecenia przelewu i wpłaty gotówkowe
- komunikaty do obsługi płatności podatkowych
- polecenia zapłaty
- czeki
- zwroty

System Elixir obsługuje operacje bankowe, które spełniają następujące warunki:
- walutą transakcji jest PLN
- banki nadawcy i odbiorcy pośrednio lub bezpośrednio uczestniczą w systemie
- bank, w którym odbiorca przelewu ma swój rachunek, korzysta z systemu Elixir i jest aktywny w systemie w momencie zgłoszenia transakcji

## Harmonogram sesji Elixir
Komunikaty między uczestnikami systemu wymieniane według następującego harmonogramu:
|            | Otwarcie wejścia            | Zamknięcie wejścia | Przetwarzanie, rozliczenie | Rozrachunek   | Wyjście  | Raporty  |
| ---------- | --------------------------- | ------------------ | -------------------------- | ------------- | -------- | -------- |
| Sesja nr 1 | 16:00 (dzień poprzedni)     | 9:30               | 9:30 – 10:30               | 10:30 – 11:00 | od 11:00 | po 11:00 |
| Sesja nr 2 | 9:30 (dzień rozliczeniowy)  | 13:30              | 13:30 – 14:30              | 14:30 – 15:00 | od 15:00 | po 15:00 |
| Sesja nr 3 | 13:30 (dzień rozliczeniowy) | 16:00              | 16:00 – 17:00              | 17:00 – 17:30 | od 17:30 | po 17:30 |

Sesja rozliczeniowa w systemie Elixir to proces przetwarzania zleceń płatniczych – uznaniowych i obciążeniowych w złotych, polegający na ustaleniu wzajemnych zobowiązań i należności banków, będących uczestnikami systemu Elixir, zakończony rozrachunkiem w NBP. Sesje rozliczeniowe odbywają się w dni robocze o stałych porach: 9:30, 13:30 i 16:00. Odstępstwem w harmonogramie sesji są 24 grudnia oraz ostatni dzień roboczy w roku, w którym odbywa się tylko 1. i 2. sesja rozliczeniowa.. W sesjach rozliczeniowych biorą udział tylko transakcje rozpoczęte przed daną godziną. Wyjątek stanowi polecenie zapłaty, które jest realizowane podczas wybranych sesji zgodnie ze schematem wypracowanym przez Związek Banków Polskich. Każda sesja rozliczeniowa trwa 1,5 godziny.